# Joachim Christian Coch
Joachim Christian Coch, auch Koch, (* vor 1647 in Stralsund; † 1713 in Wismar) war ein deutscher Rechtsgelehrter in Schwedisch-Pommern und Richter am Wismarer Tribunal.

## Leben
Joachim Christian Coch, Sohn des Hofgerichtsassessors und Hofrats Christian Coch und Enkel des Rostocker Ratsherrn Joachim Coch,  studierte gemeinsam mit seinem älteren Bruder Alexander Coch an der Universität Greifswald, ging 1663 allein an die Universität Helmstedt und 1664 zusammen mit Alexander an die Universität Heidelberg. In Greifswald wurde er 1673 zum Doktor der Rechte promoviert und 1674 auf eine außerordentliche Professur berufen. 1674 wurde er Referendar und Protonotar am Hofgericht in Wolgast.
1676 wurde er unter Beibehaltung seines Namens in den schwedischen Adelsstand erhoben. 1681 wurde er als Assessor an das Wismarer Tribunal berufen.
Joachim Christian Coch war seit 1674 mit Barbara Katharina von Engelbrechten, einer Tochter des Tribunalassessors Georg von Engelbrechten verheiratet. Der Ehe entstammten vier Töchter und sechs Söhne.